# Porudomino (przystanek kolejowy)
Porudomino (lit. Parudaminys, ros. Парудаминис) – przystanek kolejowy w pobliżu miejscowości Porudomino, w rejonie wileńskim, na Litwie. Leży na linii Równe – Baranowicze – Wilno.